# Delfinarium

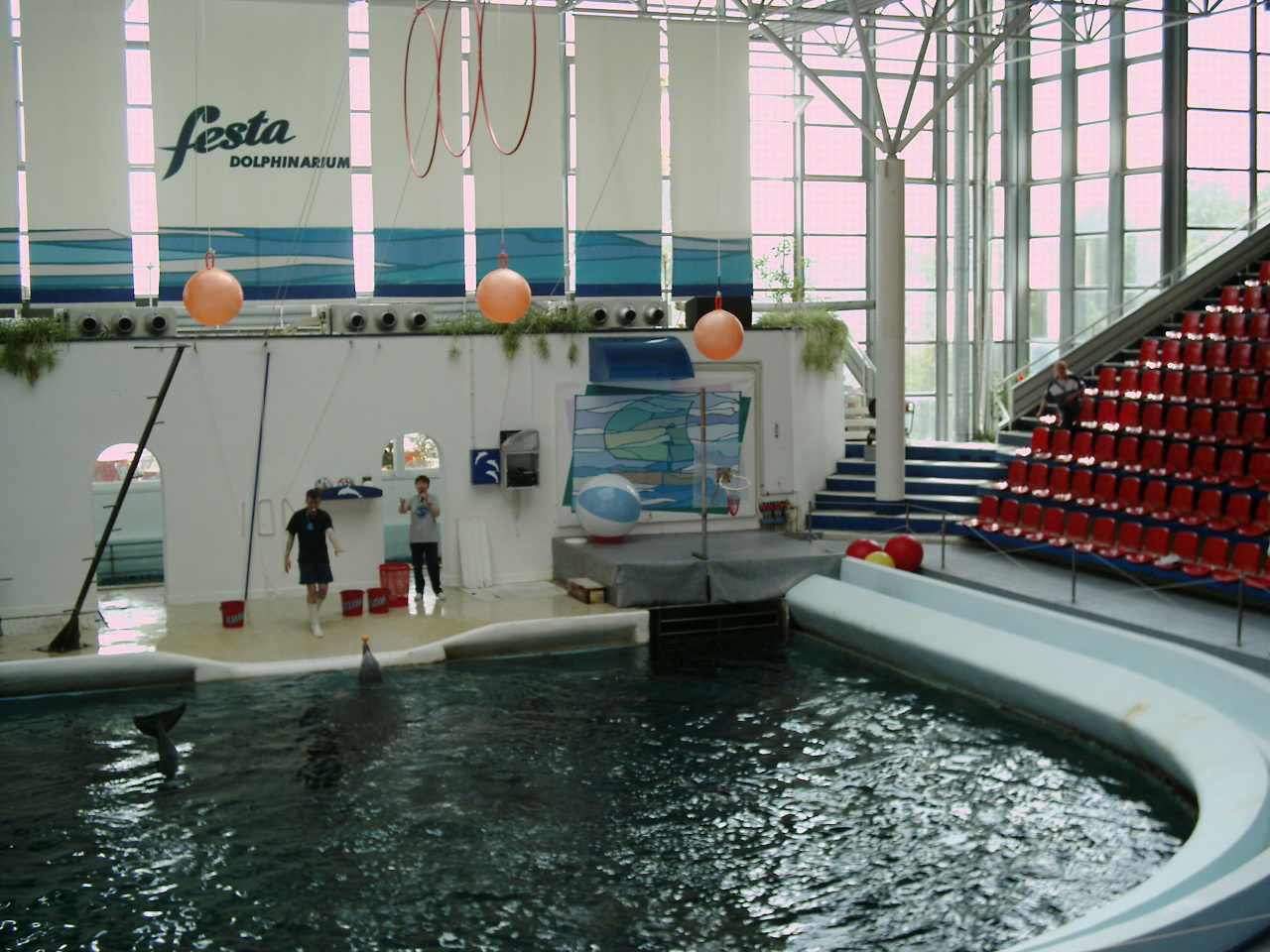
Festa Dolphinarium i Varna (Bulgarien)

Ett delfinarium är en anläggning för delfiner av olika arter, de vanligast förekommande är flasknosdelfin och späckhuggare.
Europeiska delfinarier:
- Festa Dolphinarium i Varna, Bulgarien
- Kolmårdens delfinarium i Kolmårdens djurpark
- Marineland i Antibes, Frankrike, (med världens största delfinbassäng, 44 miljoner liter)
- Särkänniemi Delfinarium, Tammerfors, i Särkänniemi
- Marineland i Calvià, Mallorca